# Buckaroo Sheriff of Texas
Buckaroo Sheriff of Texas è un film del 1951 diretto da Philip Ford.
È un film western statunitense con Michael Chapin, Eilene Janssen e James Bell.

## Produzione
Il film, diretto da Philip Ford su una sceneggiatura di Arthur E. Orloff, fu prodotto da Rudy Ralston per la Republic Pictures e girato nel Bronson Canyon e nell'Iverson Ranch a Los Angeles in California.

## Distribuzione
Il film fu distribuito negli Stati Uniti nel 1951 al cinema dalla Republic Pictures. È stato distribuito anche nelle Filippine dall'11 agosto 1952.

## Sequel
Buckaroo Sheriff of Texas ha avuto due seguiti: The Dakota Kid e Arizona Manhunt del 1951.